# Amherst (Maine)
Amherst – miasto w Stanach Zjednoczonych, w stanie Maine, w hrabstwie Hancock.